# 西村礼作

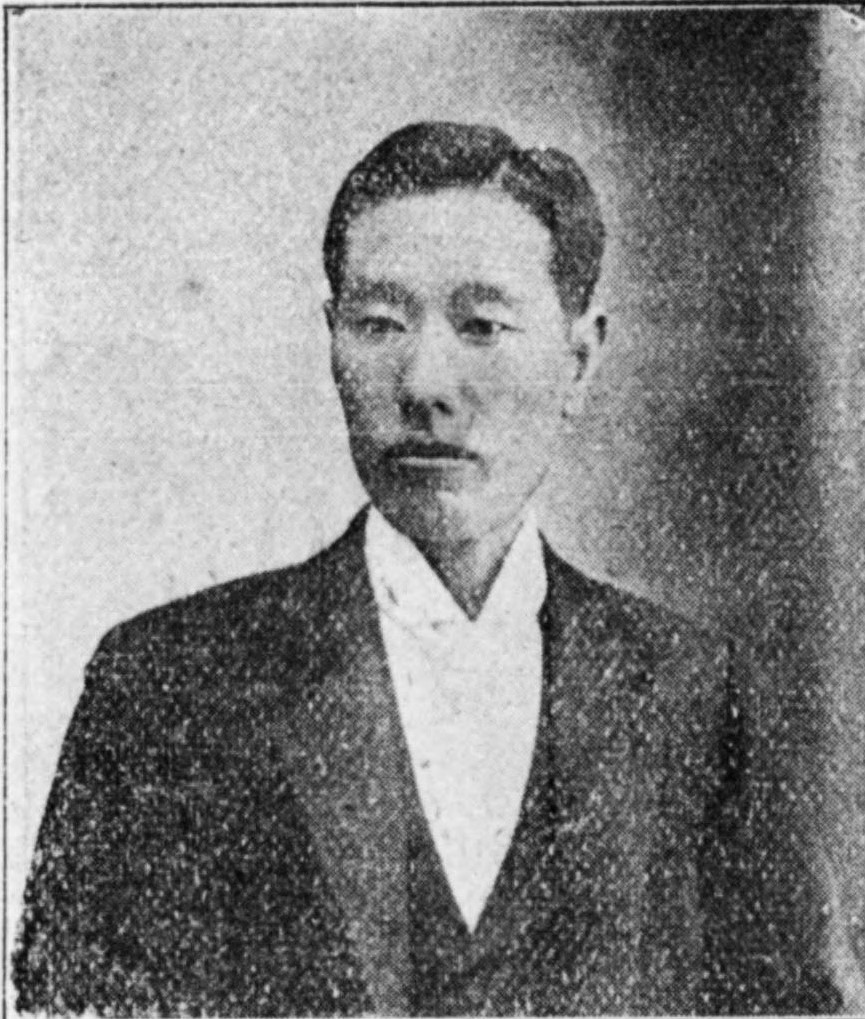
西村礼作

西村 礼作（西村 禮作、にしむら れいさく、1863年7月19日（文久3年6月4日） - 1943年（昭和18年）3月8日）は、日本の政治家、衆議院議員（山口県郡部選出、当選3回）。族籍は山口県平民。

## 経歴
長門国阿武郡、のちの山口県阿武郡奈古村（奈古町を経て現阿武町）で、代々農業と生蝋製造を業とする西村家に生まれる。利右衛門の三男。小学校を了え、漢学と英語と数学を学ぶ。
農業を営む。学務委員、山口県勧業諮問会員、奈古村会議員、同村長、阿武郡所得税調査委員、同徴兵参事員、山口県会議員を務める。藤田組の藤田伝三郎の知遇を得て同家理事のほか、藤田銀行、防長銀行、萩銀行の各監査役を務める。
1894年3月の第3回衆議院議員総選挙において山口2区から無所属で立候補して初当選。同年9月の第4回衆議院議員総選挙で再選。1898年の第5回衆議院議員総選挙は不出馬。1902年の第7回衆議院議員総選挙において山口県郡部から立憲政友会公認で立候補して当選した。1903年の第8回衆議院議員総選挙では次点で落選した。1943年3月8日に死去した。

## 家族・親族
西村家
- 弟
  - 十郎（1870年 - 1923年、山口、岡吉輔の養子[5]、東洋捕鯨社長）
  - 文作（分家）[5]
- 長男・圭太郎（1887年 - ?、藤田組勤務）[6]
- 長女・セイ（1889年 - ?、鹿児島、大島直道の妻）[5]

親戚
- 長男・圭太郎の岳父・毛利祥久（男爵）
- 長女・セイの夫・大島直道（警視庁官房主事、内務省参事官）[6]
- 大島直道の兄・大島直治（倫理学者）